# 埃及貨運航空
埃及貨運航空是一間埃及的國家貨運航空公司。是埃及航空的子公司。樞紐機場為開羅國際機場。

## 歷史
埃及航空控股成立於2004年並有7間子公司，共中一家為埃及貨運航空。
埃及貨運航空計劃投資至少5000萬美元去建立一座24,000平方米(258,000平方呎)的貨物處理中心於開羅機場，與樂蜀機場的那一個差不多。

## 目的地
在2009年3月，埃及航空貨運有以下目的地：
- 比利時
  - 奧斯滕德 (奧斯滕德—布魯日國際機場)
- 埃及
  - 開羅 (開羅國際機場) 樞紐機場
- 德國
  - 哈恩 (法蘭克褔—哈恩機場)
- 阿聯酋
  - 沙迦 (沙迦國際機場)
- 英國
  - 曼斯頓 (肯特國際機場)

## 機隊
在2009年3月，埃及航空貨運有以下機隊：

## 外部連結
- 官方網站